# Pływanie na Letniej Uniwersjadzie 2007 – 1500 metrów stylem dowolnym mężczyzn
Zawody pływackie w konkurencji 1500 metrów stylem dowolnym mężczyzn odbyły się 14 sierpnia na pływalni Aquatic Center of Thammasat University w Bangkoku.
Złoto wywalczył Chad Latourette. Srebro zdobył Sergiy Fesenko. Brązowy medal przypadł reprezentantowi Stanów Zjednoczonych Michaelowi Klueh.
Finał B nie był rozgrywany na tym dystansie.

## Finał
| Rk. | Kraj | Zawodnik         | Czas     |
| 1   | USA  | Chad Latourette  | 15:00.26 |
| 2   | UKR  | Serhij Fesenko   | 15:10.81 |
| 3   | USA  | Michael Klueh    | 15:13.04 |
| 4   | POR  | Fernando Costa   | 15:16.22 |
| 5   | AUT  | David Brandl     | 15:19.43 |
| 6   | AUS  | Cameron Smith    | 15:27.04 |
| 7   | GBR  | Michael Unsworth | 15:28.14 |
| 8   | RUM  | Dragos Coman     | 15:28.42 |